# Sander Armée
Sander Armée (Lovaina, Brabant Flamenc, 10 de desembre de 1985) fou un ciclista belga, professional des del 2010 fins al 2022. En el seu palmarès destaca la victòria a la Fletxa ardenesa i en dues etapes del Tour de Bretanya, i sobretot una victòria a la Volta a Espanya de 2017.

## Palmarès
- 2007
  - Campió de la província del Brabant Flamenc en ruta
  - Campió de la província del Brabant Flamenc en contrarellotge
  - Vencedor d'una etapa de la Spar Arden Challenge
- 2008
  - Campió de la província del Brabant Flamenc en ruta
- 2009
  - Campió de la província del Brabant Flamenc en ruta
  - 1r a la Kattekoers
  - 1r a la Fletxa ardenesa
  - 1r al Tríptic de les Ardenes i vencedor d'una etapa
  - Vencedor de 2 etapes al Tour de Bretanya
- 2015
  - 1r a la Fletxa de Heist
- 2017
  - Vencedor d'una etapa a la Volta a Espanya
- 2020
  - Vencedor d'una etapa al Tour de Poitou-Charentes

### Resultats al Giro d'Itàlia
- 2014. 47è de la classificació general
- 2015. 65è de la classificació general
- 2018. 57è de la classificació general
- 2020. 47è de la classificació general

### Resultats a la Volta a Espanya
- 2014. 103è de la classificació general
- 2016. 90è de la classificació general
- 2017. 19è de la classificació general. Vencedor d'una etapa
- 2018. 73è de la classificació general
- 2019. 73è de la classificació general
- 2021. Abandona a la 17a etapa